# Jodium-129
Jodium-129 of 129I is een radioactieve isotoop van jodium. De isotoop komt in zeer kleine hoeveelheden voor op Aarde. Het ontstaat door kernsplijting van natuurlijk voorkomend uranium en door interactie van kosmische straling met xenon in de aardatmosfeer.
Jodium-129 is een van de langlevende nucliden die aanwezig zijn in nucleair afval, naast onder andere seleen-79, technetium-99, tin-126 en cesium-135. Het wordt gevormd bij de kernsplijting van uranium-235, plutonium-239 en plutonium-241 in kernreactoren.
Jodium-129 ontstaat onder meer bij het radioactief verval van telluur-129.
{\displaystyle {\ce {{^{192}_{52}Te}->{^{192}_{53}I}+{e^{-}}+{\bar {\nu }}_{e}}}}

## Radioactief verval
Jodium-129 vervalt door β−-verval naar de stabiele isotoop xenon-129:
{\displaystyle {\ce {{^{129}_{53}I}->{^{129}_{54}Xe}+{e^{-}}+{\bar {\nu }}_{e}}}}
De halveringstijd bedraagt 15,7 miljoen jaar. Daarmee is het de langstlevende radio-isotoop van het element.
107I · 108I · 109I · 110I · 111I · 112I · 113I · 114I · 114mI · 115I · 116I · 116mI · 117I · 118I · 118mI · 119I · 120I · 120m1I · 120m2I · 121I · 121mI · 122I · 123I · 124I · 125I · 126I · 127I · 128I · 128m1I · 128m2I · 129I · 130I · 130m1I · 130m2I · 130m3I · 130m4I · 131I · 132I · 132mI · 133I · 133m1I · 133m2I · 134I · 134mI · 135I · 136I · 136mI · 137I · 138I · 139I · 140I · 141I · 142I · 143I · 144I · 145I